# I'm Dying Up Here - Chi è di scena?
I'm Dying Up Here - Chi è di scena? (I'm Dying Up Here) è una serie televisiva statunitense creata da David Flebotte e Jim Carrey. Il 12 gennaio 2016 è stato annunciato che Showtime aveva ordinato il pilot di una serie basata sul romanzo best seller di William Knoedelseder.

## Trama
La serie esplora il mondo dello stand-up di Los Angeles dei primi anni '70 quando un gruppo di giovani comici tenta di raggiungere il successo nel cabaret "Goldie", il club numero 1 di Los Angeles, e potenzialmente ottenere un ingaggio al "Tonight Show" di Johnny Carson. La proprietaria del club Goldie guida i giovani comici con una combinazione di durezza e di incoraggiamento per aumentare le loro possibilità di successo. Lo spettacolo si concentra sulle lotte quotidiane e sui successi di Goldie e dei comici.
Non ci sono argomenti e tecniche proibite, l'originalità è la benvenuta. La serie non mostra quasi mai spettacoli comici, l'enfasi principale è la loro vita personale, in cui l'umorismo lascia il posto al dramma.

## Episodi
| Stagione         | Episodi | Prima TV USA | Prima TV Italia |
| ---------------- | ------- | ------------ | --------------- |
| Prima stagione   | 10      | 2017         | 2018            |
| Seconda stagione | 10      | 2018         | 2018            |

## Personaggi e interpreti

### Principali
- Goldie Herschlag, interpretata da Melissa Leo, doppiata da Angiola Baggi.
La proprietaria del club (liberamente ispirata a Mitzi Shore).
- Cassie Feder, interpretata da Ari Graynor, doppiata da Gea Riva.
Un'ambiziosa comica da Wink, Texas ed ex di Clay
- Ron Shack, interpretato da Clark Duke, doppiato da Simone Crisari.
Un comico di Boston che si trasferisce con Eddie a Los Angeles.
- Eddie Zeidel, interpretato da Michael Angarano, doppiato da Emiliano Coltorti.
Un comico di Boston e amico di Clay che si trasferisce con Ron a Los Angeles.
- Bill Hobbs, interpretato da Andrew Santino, doppiato da Federico Zanandrea.
Il favorito del comedy club.
- Sully Patterson, interpretato da Stephen Guarino, doppiato da Paolo De Santis.
Un buffo comico (stagione 1; guest stagione 2)
- Ralph Carnegie, interpretato da Erik Griffin, doppiato da Francesco Rizzi.
Un veterano del Vietnam, comico e scrittore per Sonny & Cher.
- Adam Proteau, interpretato da RJ Cyler, doppiato da Andrea Oldani.
Un cabarettista in difficoltà.
- Edgar Martinez, interpretato da Al Madrigal, doppiato da Luca Ghignone.
- Nick Beverly, interpretato da Jake Lacy, doppiato da Maurizio Merluzzo.

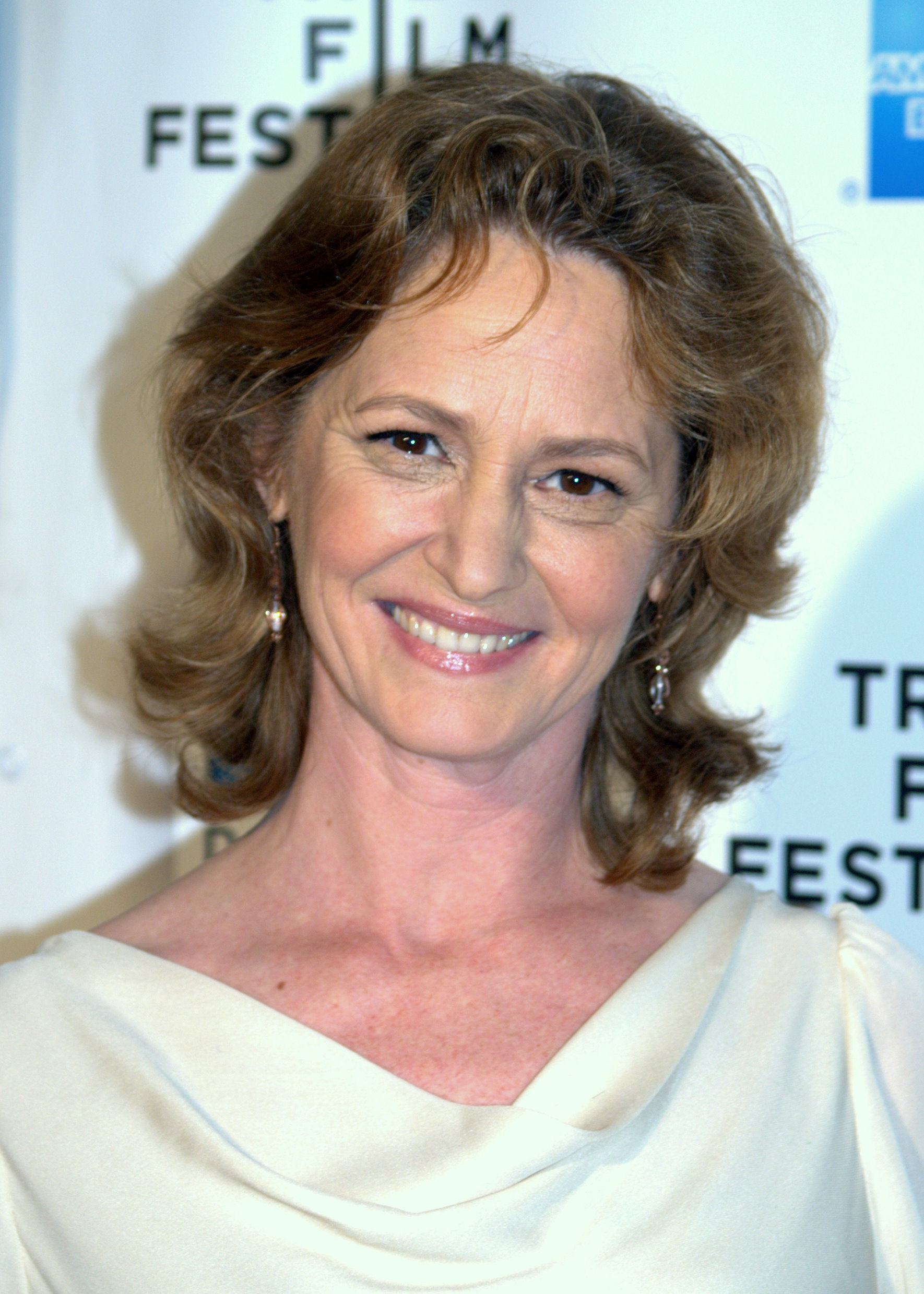
Melissa Leo
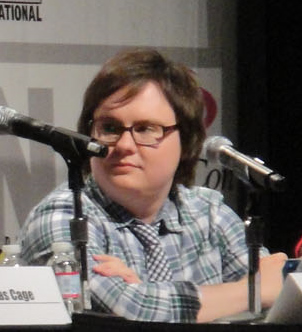
Clark Duke
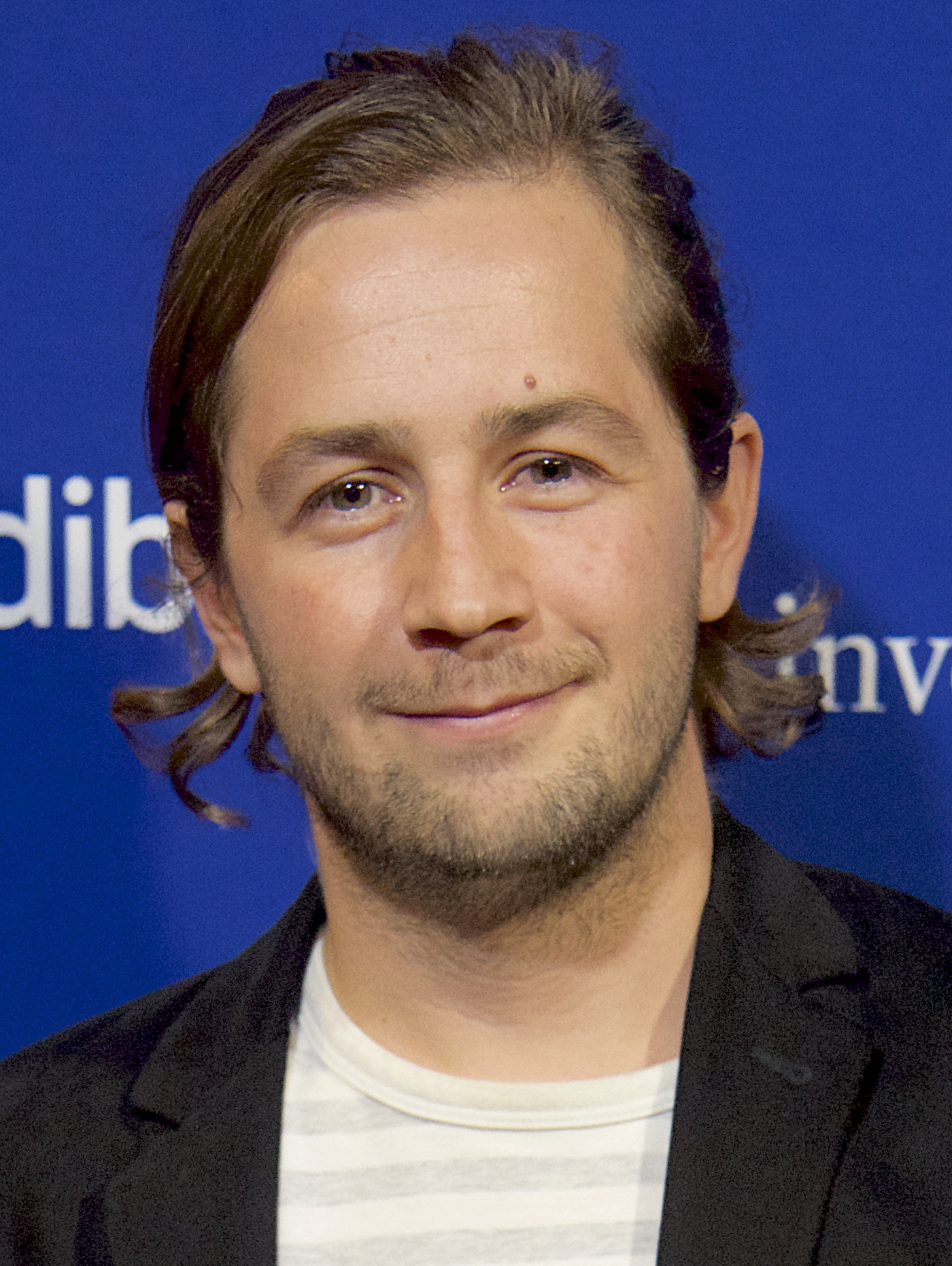
Michael Angarano
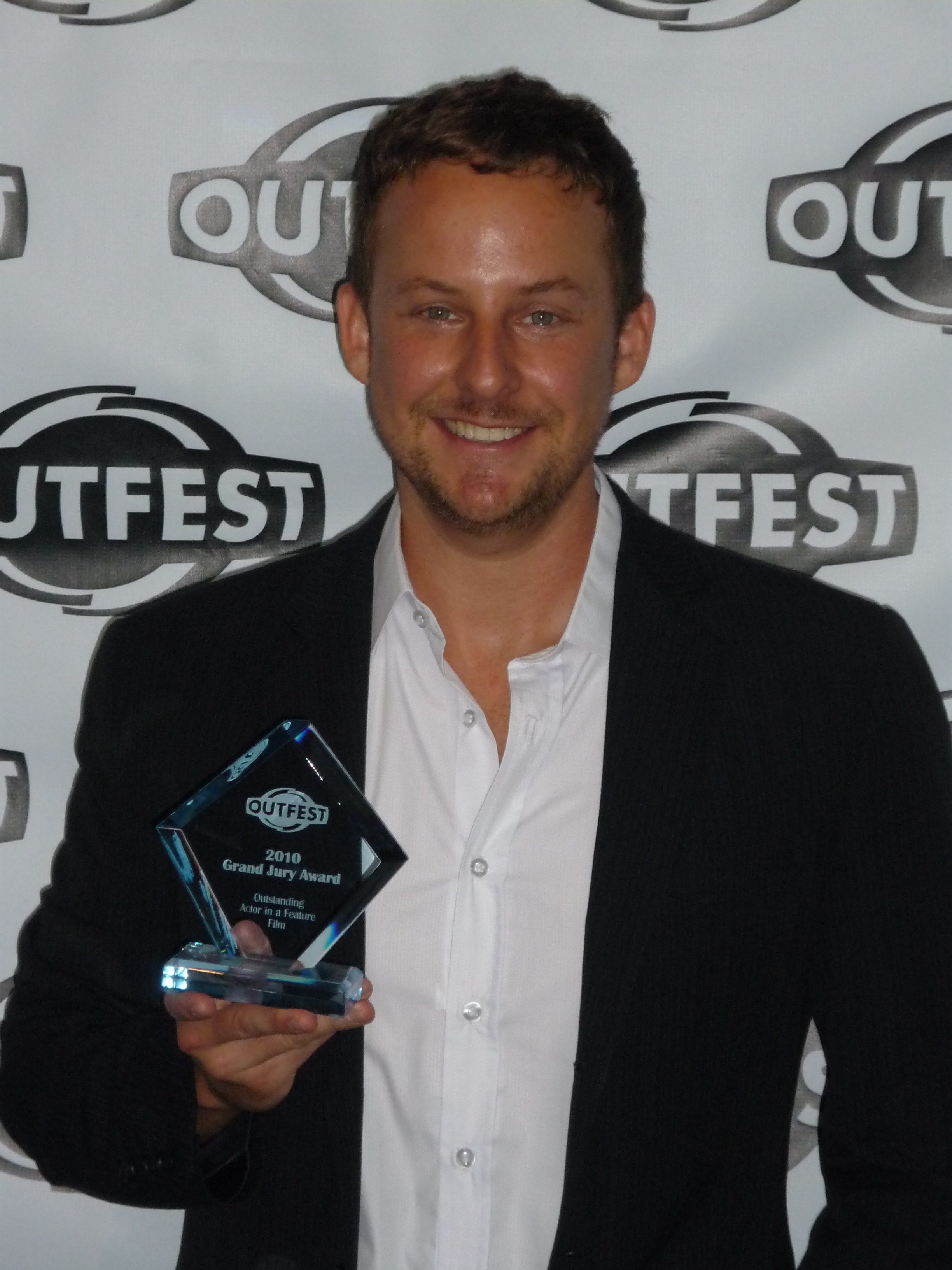
Stephen Guarino
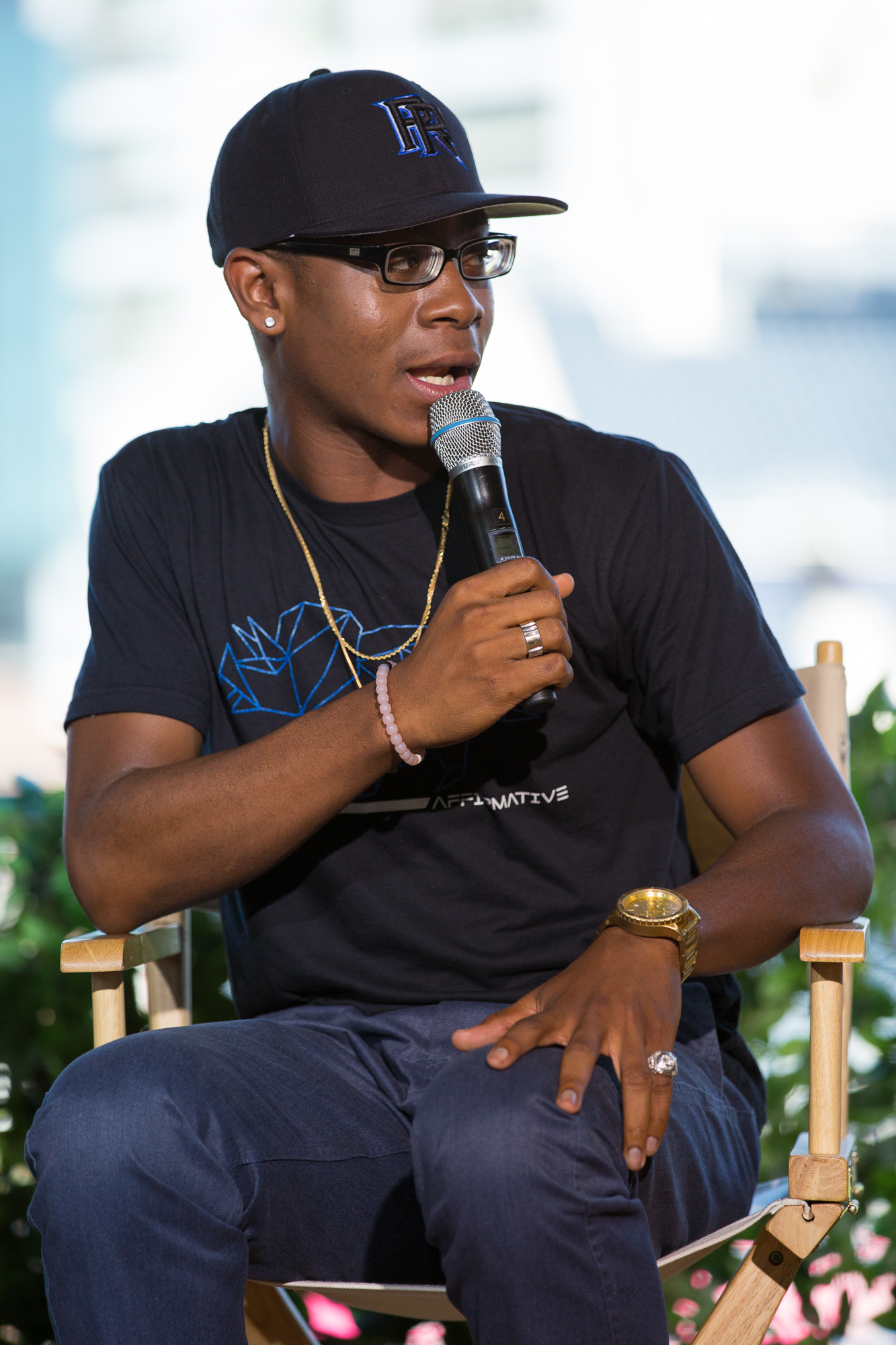
RJ Cyler
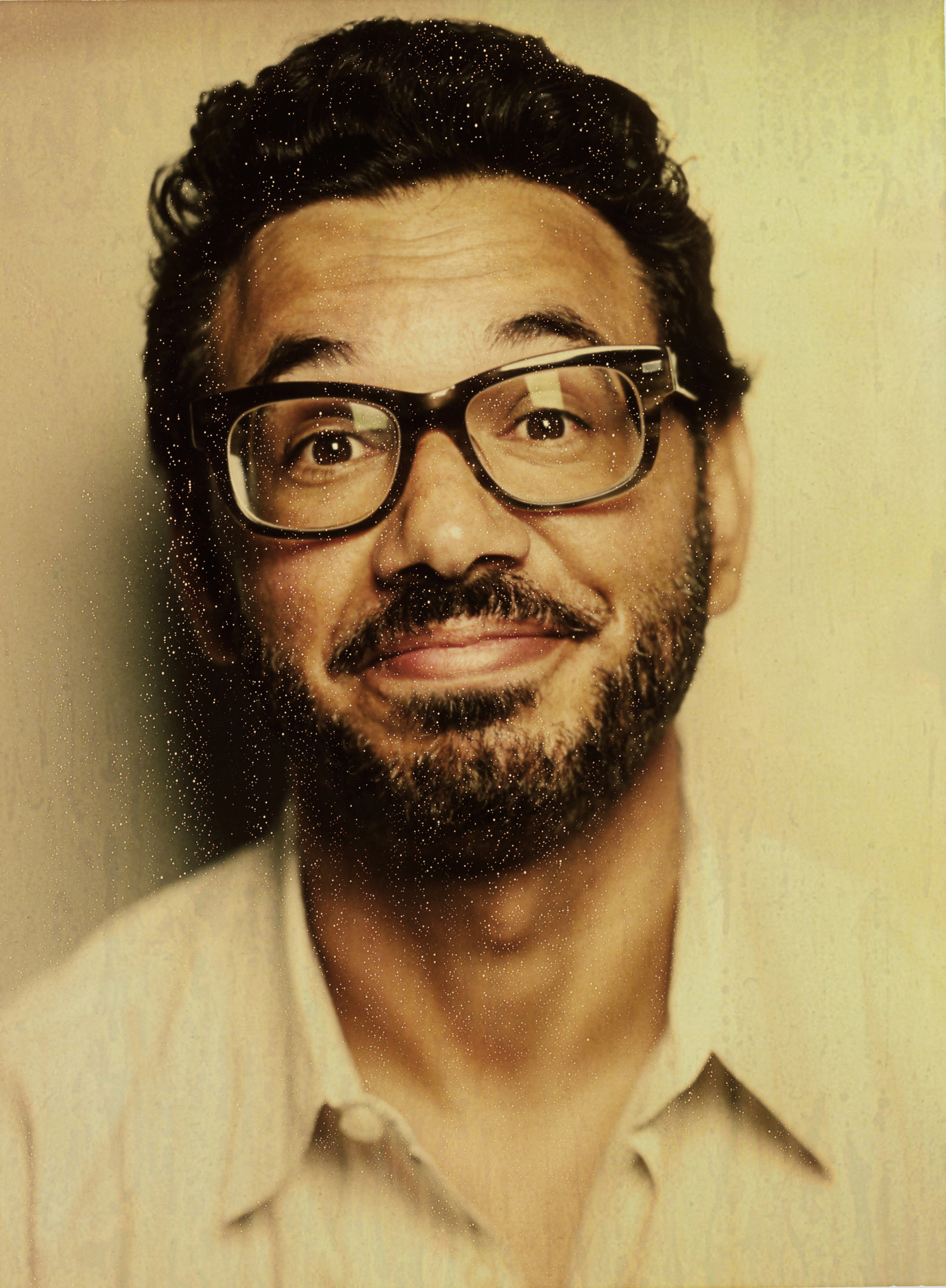
Al Madrigal
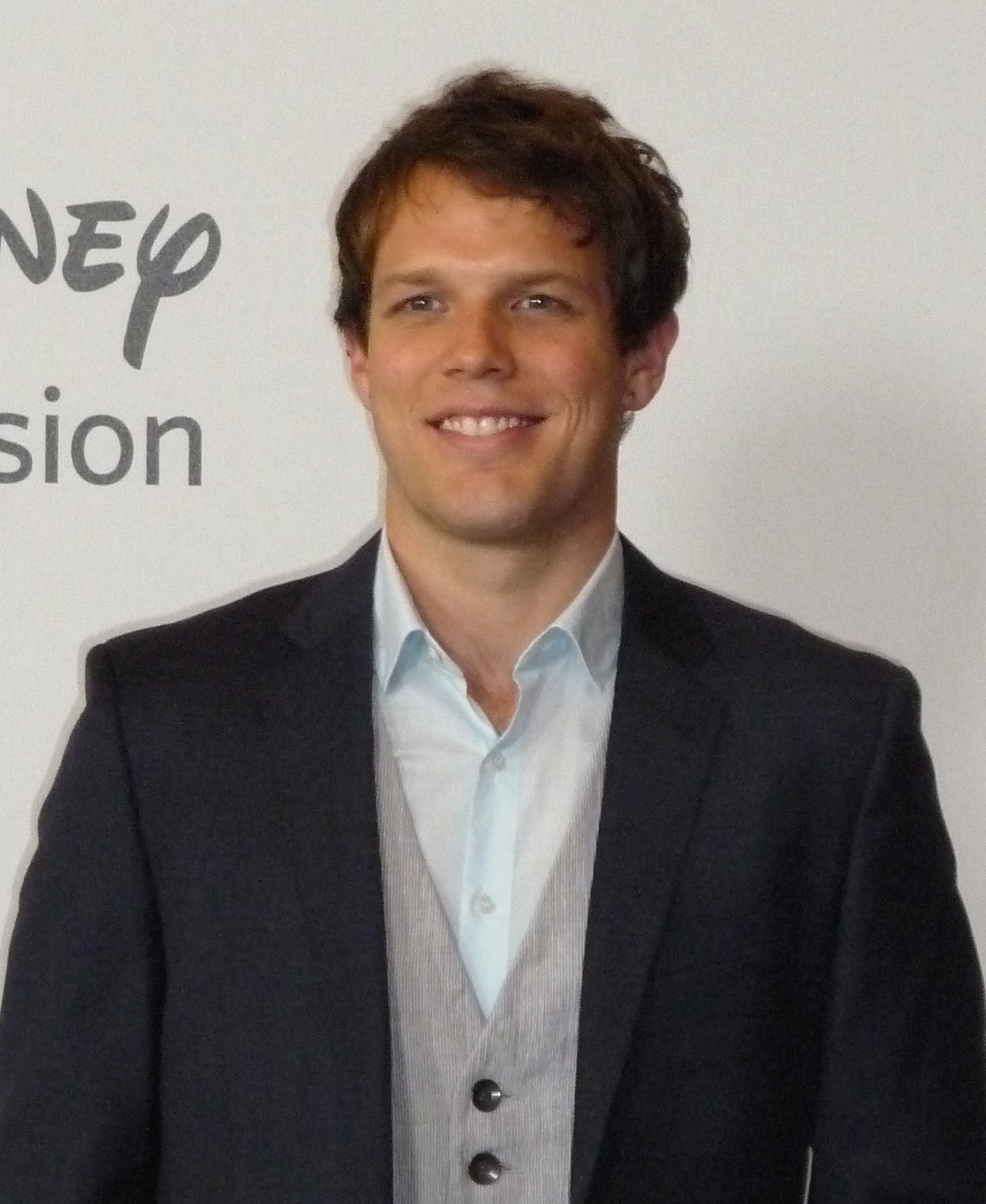
Jake Lacy

### Ricorrenti
- Maggie, interpretata da Ginger Gonzaga, doppiata da Chiara Francese.
Fidanzata di Arnie e Ron e cameriera del club.
- Arnie Brown, interpretato da Jon Daly, doppiato da Loris Loddi.
- Barton Royce, interpretato da Obba Babatundé doppiato da Marco Balzarotti.
- Teddy, interpretato da W. Earl Brown, doppiato da Luca Semeraro.
- Eli Goldman, interpretato da Jeffrey Nordling, doppiato da Claudio Moneta.
- Mitch Bombadier, interpretato da Rick Overton, doppiato da Carlo Valli.
Un produttore del The Tonight Show.
- Johnny Carson, interpretato da Dylan Baker, doppiato da Enrico Di Troia.
Presentatore del The Tonight Show.
- Kay, interpretata da Brianne Howey, doppiata da Beatrice Caggiula.
Una cameriera del club.
- Miles Farber, interpretato da Ryan Alosio, doppiato da Alessandro Capra.
- Wolfman Jack, interpretato da Tommy Snider, doppiato da Alessandro Messina.
Un famoso disc jockey di Los Angeles.
- Roy Martin (stagione 2), interpretato da Brad Garrett.
Un comico famoso che torna al club ed offre consigli ai cabarettisti.[4]
- Gloria Whitfield (stagione 2), interpretata da Nicole Ari Parker.
Una produttrice di Soul Train che inizia una relazione con uno dei comici.[5]
- Amanda Robbins (stagione 2), interpretata da Stefania LaVie Owen.
La figlia di Goldie scappata di casa a 17 anni.[5]
- Dawn Lima (stagione 2), interpretata da Xosha Roquemore.
Una comica arrivata da poco a Los Angeles e in lotta con la sua identità sessuale appena inizia una relazione sessuale con Nick.[6]
- Bruce (stagione 2), interpretato da Dana Gould.
Agente di Adam.[7]
- Saul Hudson (stagione 2), interpretato da Beau Mirchoff.
Un produttore televisivo per cui Ralph lavora.[7]

### Guest
- Taffy, interpretato da Joey Diaz
- Clay Appuzzo, interpretato da Sebastian Stan, doppiato da Ruggero Andreozzi.
Ex di Cassie, che raggiunge la fama con la sua prima apparizione al The Tonight Show.
- Carl, interpretato da Alfred Molina, doppiato da Dario Oppido.
Un mediocre talent manager.
- Guy Appuzzo, interpretato da Robert Forster, doppiato da Michele Kalamera.
Padre di Clay.
- Angie Appuzzo, interpretata da Cathy Moriarty, doppiata da Paola Della Pasqua.
Madre di Clay.
- Roy Brenner, interpretato da Scott Cohen.
- Ernie Falk, interpretato da David Paymer.
- Marty Dansak, interpretato da Richard Kind, doppiato da Pietro Ubaldi.
- Fitzy, interpretato da Dom Irrera, doppiato da Renato Cecchetto.
- Tawny Lee, interpretata da Sarah Hay, doppiata da Tiziana Martello.
- Toni "the Tiger" Luddy, interpretata da Sarah Stiles, doppiata da Jolanda Granato.
Una groupie del club.
- Sid Robbins, interpretato da Jere Burns, doppiato da Gino La Monica.
- Melvin, interpretato da Jocko Sims, doppiato da Riccardo Lombardo.
- Howard Leetch, interpretato da John Caponera.
- Rob Cheevers, interpretato da Armen Weitzman.
- Padre Jacobs, interpretato da Dennis Haskins.
- Sam Doak, interpretato da Ken Lerner.
- Richard Pryor, interpretato da Brandon Ford Green.

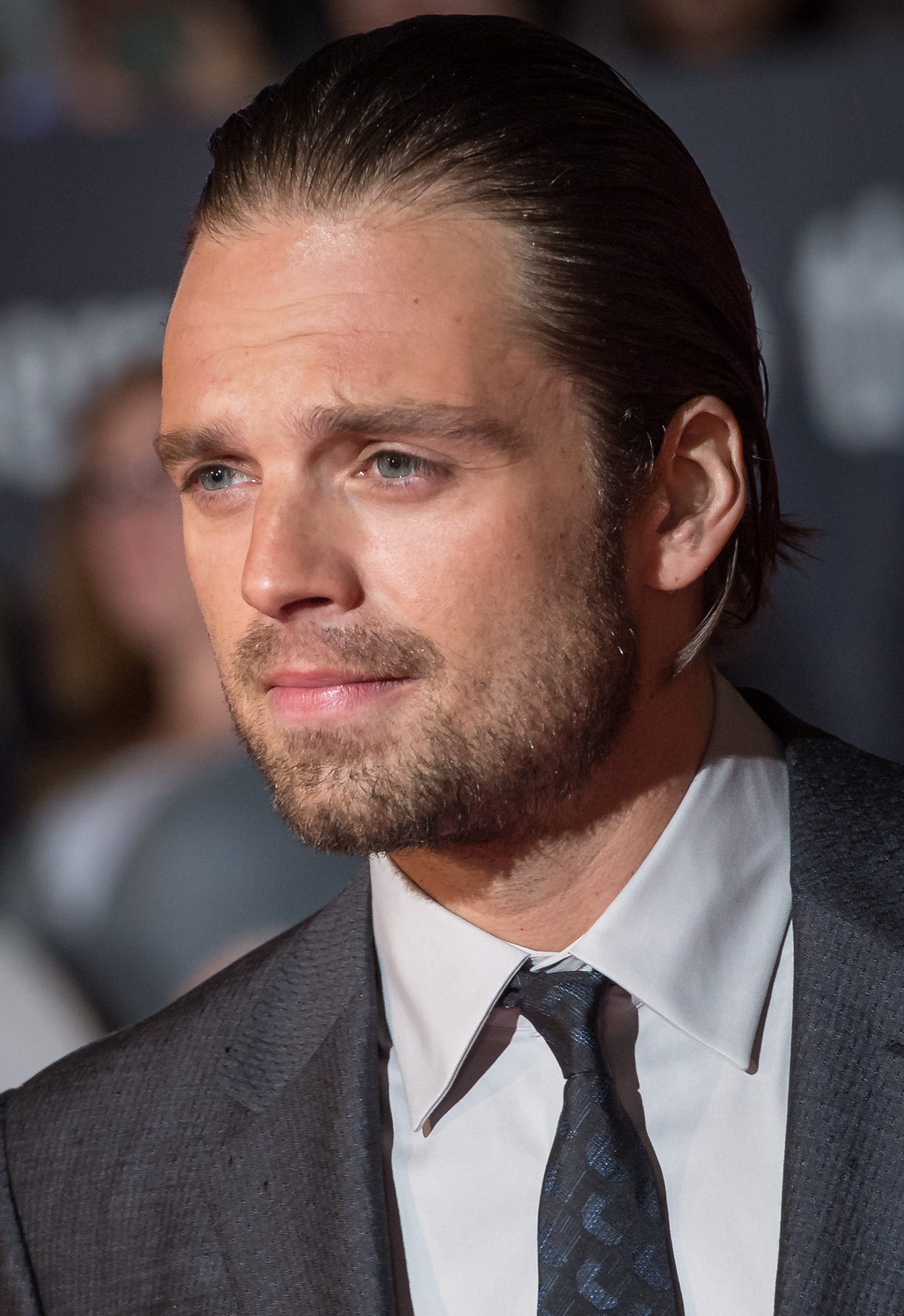
Sebastian Stan
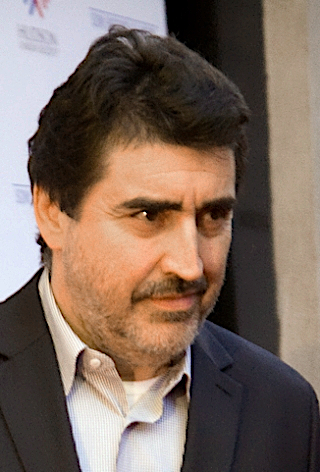
Alfred Molina
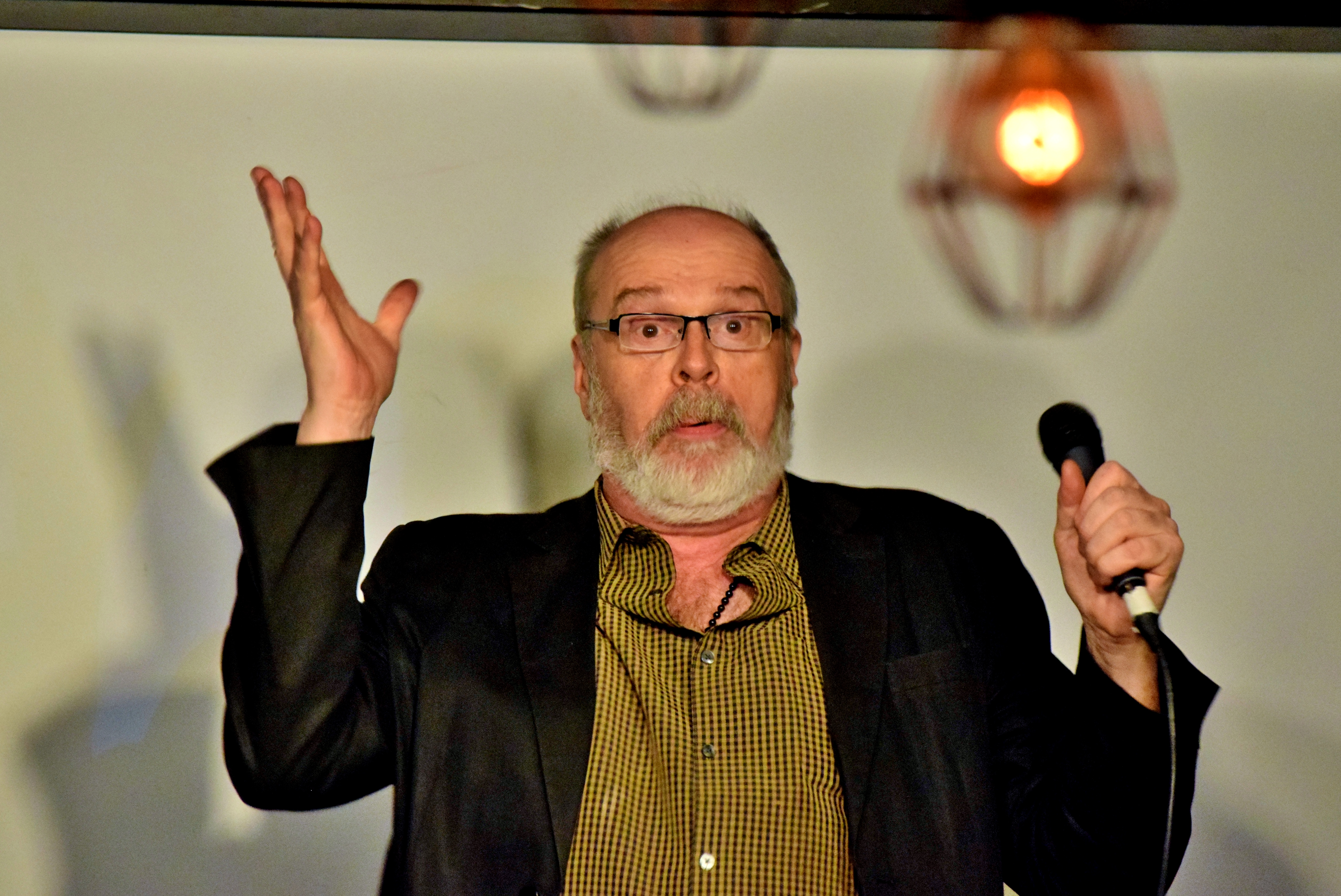
Rick Overton
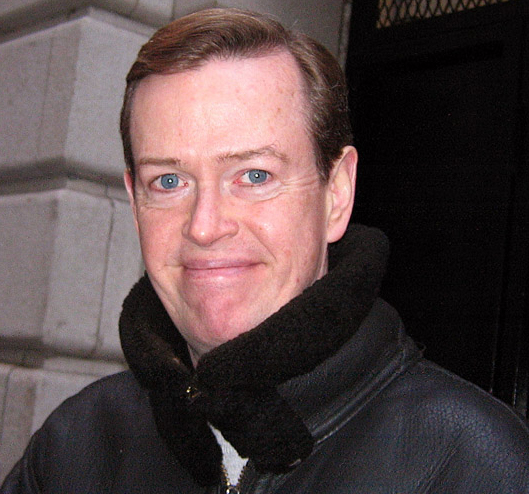
Dylan Baker
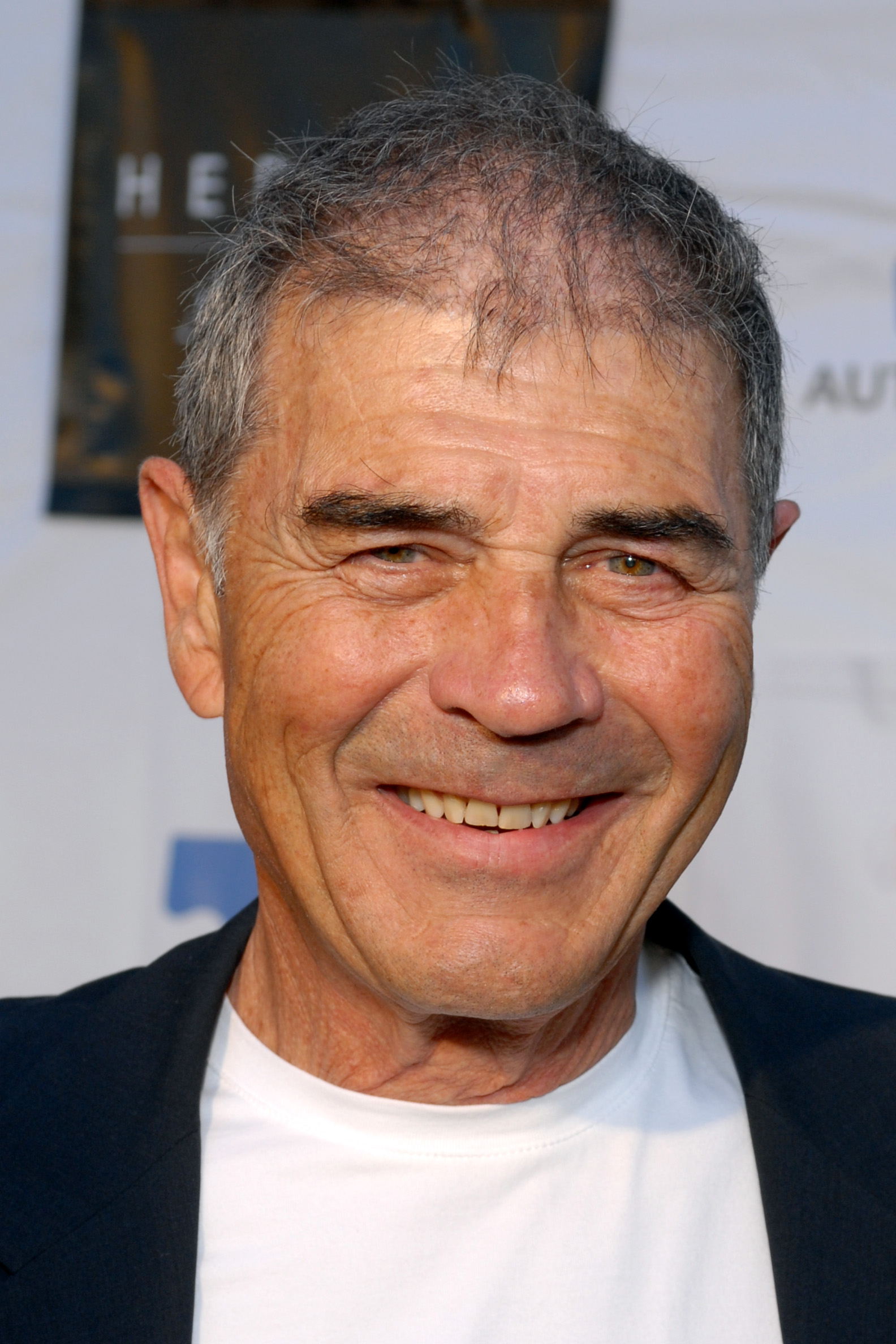
Robert Forster
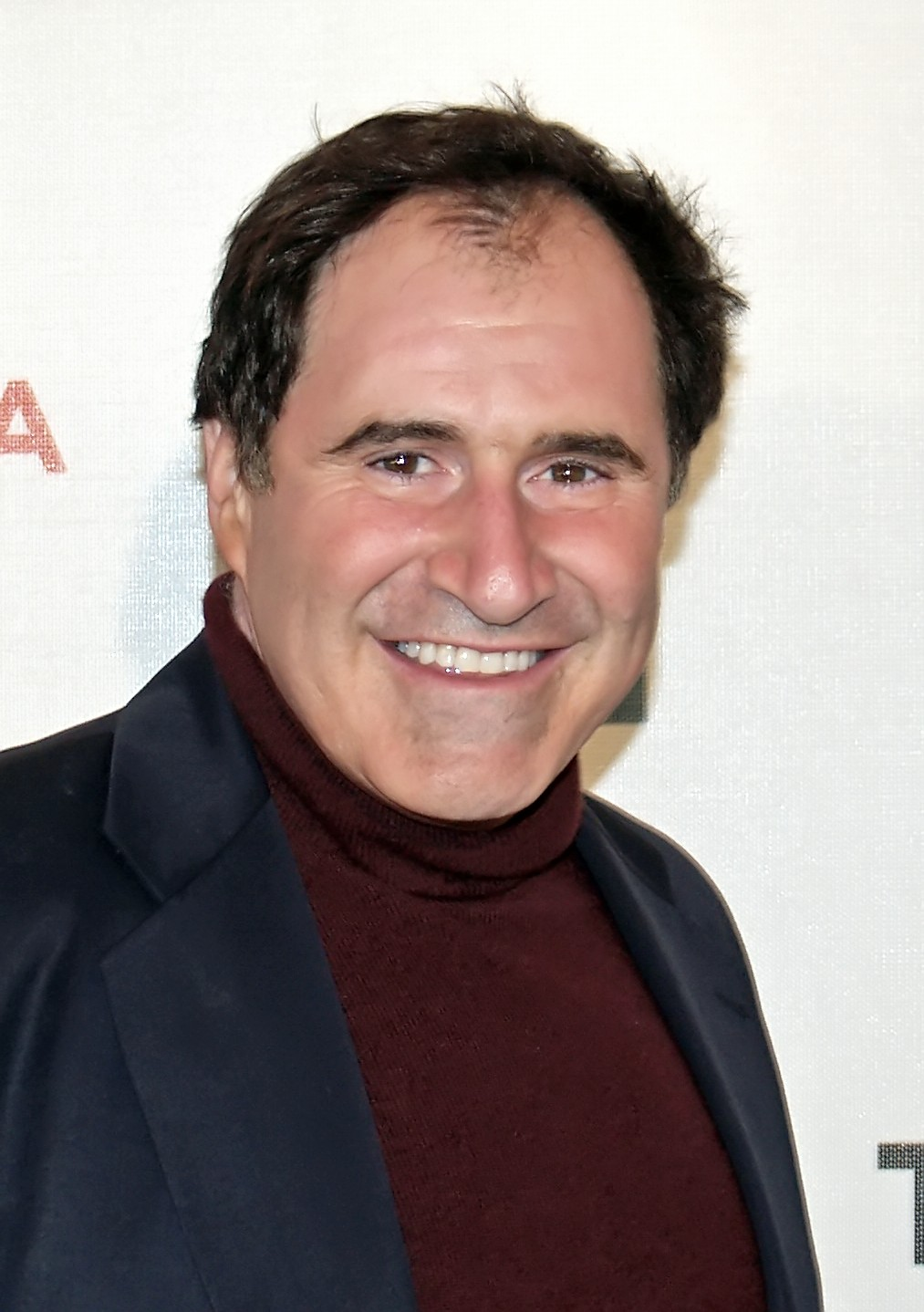
Richard Kind
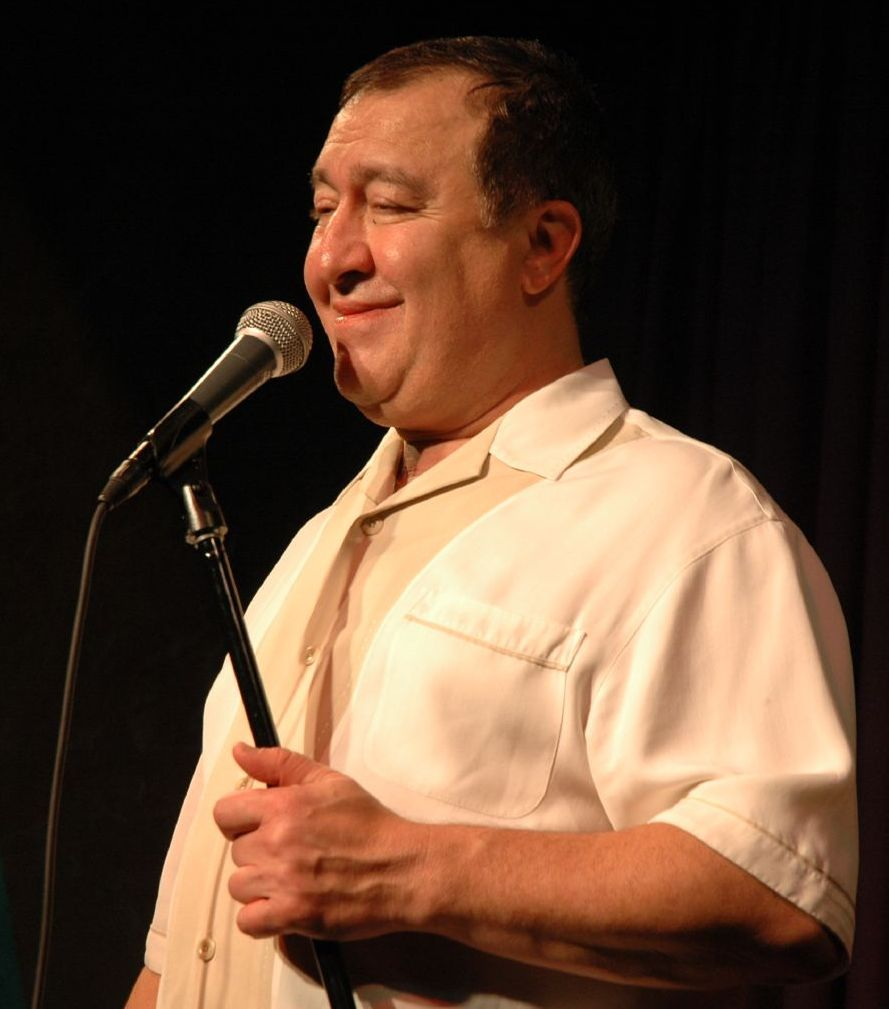
Dom Irrera
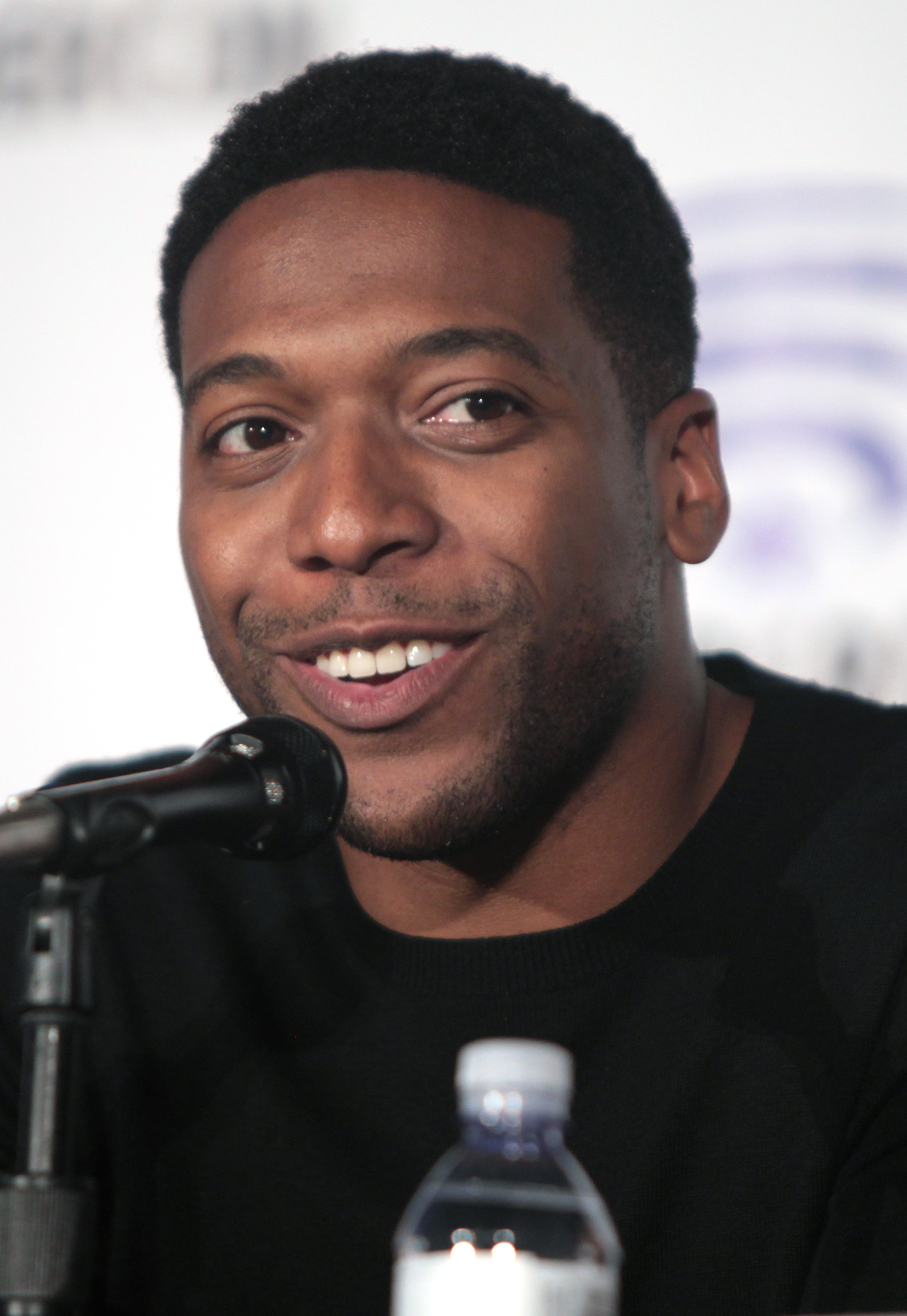
Jocko Sims

## Distribuzione
La serie viene distribuita negli Stati Uniti sia online dal 22 maggio 2017, sia in televisione sul canale Showtime dal 4 giugno dello stesso anno. L'8 settembre 2017, Showtime ha rinnovato la serie per una seconda stagione di 10 episodi. La seconda stagione è stata trasmessa il 6 maggio 2018. Il 28 settembre 2018 è stato annunciato che Showtime ha cancellato la serie.
In Italia la serie va in onda dal 3 gennaio 2018 su Sky Atlantic.

## Accoglienza
La serie è stata accolta in maniera mista dalla critica. Su Rotten Tomatoes ha un indice di gradimento del 51% con un voto medio di 6.04 su 10, basato su 35 recensioni. Il commento del sito recita: "Mentre I'm Dying Up Here suggerisce potenzialità inespresse e merita lodi per i dettagli autentici del periodo, i suoi tentativi di influenzare il dramma sono indeboliti dalla sceneggiatura scadente e da un focus confuso". Su Metacritic, invece, ha un punteggio di 62 su 100, basato su 27 recensioni.
Brian Lowry di CNN da una recensione positiva alla serie scrivendo: "Non tutti i riferimenti storici risuoneranno per un pubblico più giovane, ma il palpabile desiderio di sfondare, gli scherzi giovanili e il continuo fuoco di fila di battute, sul palcoscenico e fuori, dovrebbero renderlo riconoscibile anche per coloro che non apprezzano appieno il terrore di dover seguire un giovane Richard Pryor sul palco".
Hank Stuever del Washington Post scrive: "Nella sua imperfetta pugnalata agli anni '70, lo show non smette mai di assomigliare ad una cattiva festa in costume, come se la HBO avesse tenuto una vendita di incendi dopo che la sua serie Vinyl fu cancellata e I'm Dying Up Here comprò l'intero stock. Sembra che la HBO abbia gettato gratuitamente i problemi strutturali e tonali di Vinyl".
Erick Adams di The A.V. Club scrive: "I'm Dying Up Here tenta di riflettere una diversità di esperienze nel perseguimento della soddisfazione creativa, a volte sembra che tutti stiano lavorando nello stesso club che si trova in universi paralleli", mentre secondo Maureen Ryan di Variety: "I suoi personaggi sono, per la maggior parte, compositi fittizi. E troppo spesso, molti di loro sono molto meno interessanti della versione dello show di Pryor".
Dave Nemetz di TVLine scrive una recensione negativa alla serie scrivendo che: "Le battute dei comici non sono divertenti. Per questo motivo, non compriamo il loro talento e non possiamo essere investiti nel loro viaggio. E non appena escono dal palcoscenico, ogni parvenza di umorismo si prosciuga completamente".